# Jean Lloubes
Jean Lloubes, né le 25 août 1909 au Palais, mort le 8 septembre 1994 à Paris, était un dirigeant syndicaliste français des PTT. Militant communiste, résistant, il fut déporté au camp de concentration de Buchenwald. Il y a été un des dirigeants, aux côtés de Marcel Paul, de la brigade française, qui en avril 1945, participa à la libération du camp.

## Biographie
Surnuméraire puis commis des PTT à Paris RP (Recette principale), il se syndiquait en 1931 à un syndicat autonome. Acteur de la réunification syndicale qui aux PTT associait la CGT, la Fédération postale unitaire (CGTU), et trois syndicats autonomes, il était un des dirigeants du Syndicat national des agents en 1936. Il était écarté de la direction de ce syndicat en 1938.
Révoqué des PTT en 1940, clandestin, il était un des membres fondateurs du mouvement Libération Nationale PTT, qui rassemblait les anciens « unitaires ». Arrêté en novembre 1940, il s'évadait en juillet 1941. Repris en 1942, il était déporté à Buchenwald. Là, il fit partie du « triangle de direction », avec André Leroy et Marcel Paul, de la Résistance française au sein de ce camp.
De retour en France en 1945, il se replaçait dans le syndicalisme postier : de 1945 à 1969, il était membre du bureau de la fédération CGT des PTT.
Comme Marcel Paul, Jean Lloubes a participé en tant qu'orateur aux cérémonies officielles organisées à l'occasion de la libération du camp de concentration de Buchenwald au Mémorial national de la République démocratique allemande (RDA).